# خوزه ماریا اسکریوا

Coat of arms of Josemaría Escrivá

قدیس خوزه ماریا اسکریوا (زادهٔ ۹ ژانویهٔ ۱۹۰۲ – درگذشته ۲۶ ژوئن ۱۹۷۵) (نام اصلی: خوزه ماریا ماریانو اسکریوا آلباس) کشیش کاتولیک اسپانیایی بود که سازمان «اپوس دئی» را بنیان گذاشت.

## دیگر
در سال ۲۰۱۱ میلادی فیلم جای اژدها به کارکردانی رولند جفی براساس زندگی خوزه ماریا اسکریوا ساخته شد.